# Obaida Al-Samarneh
Obaida Al-Samarneh (arab. عبيدة السمارنة; ur. 17 lutego 1992 w Az-Zarka) – jordański piłkarz grający na pozycji pomocnika. Od 2022 jest zawodnikiem klubu Al-Faisaly Amman.

## Kariera piłkarska
Swoją karierę piłkarską Al-Samarneh rozpoczął w klubie Ittihad Az-Zarka, w którym w 2011 roku zadebiutował w drugiej lidze jordańskiej. W Al-Ittihad występował do 2014 roku. W latach 2014–2016 grał w Kufrsoum SC. W 2016 został zawodnikiem Al-Ahli Amman.

## Kariera reprezentacyjna
W reprezentacji Jordanii Al-Samarneh zadebiutował 31 sierpnia 2016 w zremisowanym 1:1 towarzyskim meczu z Libanem. W 2019 roku powołano go do kadry na Puchar Azji.